# Wentworth (New South Wales)
Wentworth ist eine Stadt im australischen Bundesstaat New South Wales mit 1305 Einwohnern (Stand 2021). Wentworth ist Verwaltungssitz des lokalen Verwaltungsgebiets Wentworth Shire.

## Geschichte
Benannt ist die Stadt nach dem bedeutenden Entdecker und Politiker William Charles Wentworth. Die 1855 gegründete Poststation Moorna wurde 1860 in Wentworth umbenannt. Das von 1881 bis 1929 am Stadtrand betriebene Gefängnis Wentworth Gaol ist heute eine Touristenattraktion.

## Geographische Lage
Die Stadt liegt an der Einmündung des Darling River in den Murray River, der nach Süden die Grenze zum Bundesstaat Victoria bildet. Damit hat sie Anteil an den beiden größten Strömen des australischen Kontinents. Im Stadtgebiet führt der als B79 nummerierte Silver City Highway auf einer Brücke über den Darling River. 